# Ducey
Ducey é uma comuna francesa na região administrativa da Normandia, no departamento Mancha. Estende-se por uma área de 11,18 km². Em 2010 a comuna tinha 2 853 habitantes (densidade: 255,2 hab./km²).